# Carl Wilhelm Brumbey
Carl Wilhelm Brumbey (* 24. Januar 1757 in Dresden; † 6. Mai 1828 in Berlin) war ein deutscher evangelischer Pfarrer und Schriftsteller.

## Leben und Wirken
Als gebürtiger Sachse schlug er eine theologische Laufbahn ein und wurde 1785
Diakon in Alt-Landsberg. Später war er Pastor in Buchholz und Wiesendahl. Ab 1788 war er Prediger in Berlin, zunächst als dritter Prediger an der Jerusalems- und Neuen Kirche. 1796 wurde er zur Amtsniederlegung gezwungen, konnte aber nach dem Tod des Königs Friedrich Wilhelm II. 1797 wieder in sein Amt zurückkehren.
In seiner Freizeit betätigte er sich als Schriftsteller, er schrieb u. a. Komödien, Musikspiele und geistliche Lieder. Für die Sinngedichte der Deutsche war er ab 1780 der Herausgeber.
Er starb 1828 im Alter von 71 Jahren ohne Hinterlassung von Kindern.

## Schriften (Auswahl)
- Die Verschwiegenheit. 1773.
- Berlinisches Mancherley. 1773.
- Die Heurath. 1773.
- Vermischtes Wochenblatt fürs Publikum. 1775.
- Bukolische Scenen. 1776.